# 马克特罗达赫
马克特罗达赫是德国巴伐利亚州的一个市镇。总面积33.32平方公里，总人口3828人，其中男性1928人，女性1900人（2011年12月31日），人口密度115人/平方公里。